# Sagem
Sagem (Société d’Applications Générales de l’Electricité et de la Mécanique) è stata una società di elettronica francese attiva nel campo delle difese elettroniche, nell'elettronica di consumo e sistemi di comunicazione.
Nel 2005 Sagem si fonde con Snecma formando SAFRAN. Nel gruppo SAFRAN, due filiali rilevano le attività di Sagem: Sagem Défense Sécurité (difese elettroniche) e Sagem Télécommunications (sistemi di comunicazione).

## Storia
Sagem fu fondata nel 1925 a Parigi. I suoi primi prodotti comprendevano componenti elettroniche, fotocamere, proiettori e dispositivi militari.

L'espansione della linea dei prodotti si concentra attorno alla telefonia e alla difesa elettronica. Nel 1961 Sagem è stata scelta a offrire l'Inertial Navigation Systems per i primi missili balistici francesi, come sistemi di navigazione e ottica per il primo missile balistico sottomarino.
Negli anni '80 e '90 si espande aggressivamente nelle telecomunicazioni e nell'elettronica di consumo. L'11 maggio 2005 si fonde con Snecma a formare SAFRAN.
All'interno del gruppo SAFRAN, due nuove società riprendono le attività della SAGEM: "Sagem Défense Sécurité" e "Sagem Télécommunications". Quest'ultima è stata poi suddivisa in due società che sono state poi vendute: "Sagem Communications" (telecomunicazioni a banda larga) al The Gores Group nel 2007 e "Sagem Mobiles" (telefonia mobile) a Sofinnova Partners nel 2008. Queste ultime due società si chiamano attualmente rispettivamente Sagemcom e MobiWire (già Sagem Wireless). Le attività civili di "Sagem Défense Sécurité" sono separate nel 2007 per costituire la società "Sagem Sécurité" (poi rinominata nel 2010 "Morpho").

## Prodotti
Tra i principali prodotti dell'azienda vi erano telefoni cellulari e cordless (con tecnologia Voip) e strumenti di test. Famose, specialmente per qualità di ricetrasmissione del segnale, sono la serie myX-, in particolare i modelli myX5-2, myX-6 e myX6-2, la gamma MY 30xx e alcuni terminali della gamma my***X. I telefoni cellulari della Sagem, oggi sono prodotti da una sua spin-off: MobiWire, la quale ha il sito di produzione in Asia e non a Cannes, in Francia, come Sagem. Sagem ha collaborato con alcuni famosi marchi di auto e sport, come Porsche Design e Rolland Garros, per dar vita a telefoni cellulari esclusivi. Nel biennio 2007-2008 Sony Ericsson fa un accordo con Sagem: i telefoni economici della vecchia azienda nippo-svedese (ora solo Sony) sarebbero stati fabbricati da Sagem. Anche Ericsson forniva le piattaforme (eccellenti sui Sony Ericsson e sugli Sharp, ma scarsamente integrate con il software Sagem) alla casa francese per il cellulari UMTS. Quindi si viene a creare una joint-venture. I cordless sono prodotti, invece, dalla Sagemcom.